# La Mira Magazin
La Mira és un magazín digital en llengua catalana, editat per l'empresari Joan Camp i dirigit pel periodista Francesc Canosa. La cap de redacció és Magda Gregori i el cap de fotografia és Jordi Borràs. El projecte va obrir les portes el 19 de setembre de 2018. El magazín es proposa donar visibilitat a temàtiques de no-actualitat polítiques, socials, econòmiques o culturals d'arreu del país, a través de gèneres clàssics com el reportatge, la crònica o l'entrevista, amb la pretensió d'ocupar l'espai del que es coneix com a non-fiction.
Per posar en marxa el projecte, els seus responsables van engegar una campanya de micromecenatge a la plataforma totSuma el 23 de maig de 2018 amb l'objectiu d'aconseguir 15.000 €. Durant la campanya, el projecte es va presentar presencialment a les 4 capitals catalanes: Girona, Lleida, Tarragona i Barcelona.
El divendres 23 de novembre de 2018, l'equip que lidera el magazín digital La Mira va recollir el VII Premi Eugeni Xammar de Periodisme dins de la gal·la de la XXIX Festa de les Lletres Catalanes del Vallès Oriental que organitza Òmnium Cultural, en un acte celebrat al Teatre Ateneu de Sant Celoni.